# Banićevac (Csernek)
Banićevac (1991-ig Baničevac) falu Horvátországban, Bród-Szávamente megyében. Közigazgatásilag Csernekhez tartozik.

## Fekvése
Bródtól légvonalban 47, közúton 65 km-re északnyugatra, Pozsegától   légvonalban 16, közúton 17 km-re nyugatra, községközpontjától 8 km-re északkeletre, a Pozsegai-medence bejáratát képező Bijeli brijeg-hágónál, a Pozsegai-hegység lejtőin, a Botnjače-patak mentén fekszik.

## Története
A település már a középkorban is létezett. 1281-ben „terra Banichev” néven még birtokként említik először Podversa szomszédságában. Egy 1403-ból származó, nemesi címerrel díszített latin nyelvű sírkőlapot is találtak itt. 1446-ban „Poss. Benekonaz” néven már Podversia várának tartozékai között említik. A középkorban Dezsőfi család birtoka volt. 1500-ban „Banychewo” néven ugyancsak Podversia uradalmának részeként szerepel. A török a várral egy időben 1536-ban foglalta el. Még a török uralom idején 1660-ban járt itt Nikolić atya egyházi vizitátor, aki még látta a Pozsegára vezető út jobb oldalán fekvő temetőben a középkori Szent Márton templom romjait. 
A térség 1691-ben szabadult fel végleg a török uralom alól. Az 1730-as vizitáció egy fából épített Szent Márton templomot említ itt a régi templom romjai mellett. Az első katonai felmérés térképén „Dorf Banicsevacz” néven található. Lipszky János 1808-ban Budán kiadott repertóriumában „Banichevacz” néven szerepel.  
Nagy Lajos 1829-ben kiadott művében „Banichevacz” néven 41 házzal, 235 katolikus vallású lakossal találjuk. 
1857-ben 242, 1910-ben 433 lakosa volt. Az 1910-es népszámlálás szerint lakosságának 94%-a horvát, 6%-a szerb anyanyelvű volt. Pozsega vármegye Újgradiskai járásának része volt. Az első világháború után 1918-ban az új szerb-horvát-szlovén állam, majd később (1929-ben) Jugoszlávia része lett. 1991-től a független Horvátországhoz tartozik. 1991-ben lakosságának 97%-a horvát nemzetiségű volt. 2011-ben a településnek 223 lakosa volt, akik főként mezőgazdasággal, szőlőtermesztéssel, állattartással foglalkoznak. A kiemelt állami támogatást élvező falunak vegyesboltja és újonnan épített közösségi háza van. A falu búcsúünnepe augusztus 29. Keresztelő Szent János ünnepét követő vasárnap.

## Lakossága
| Lakosság változása | Lakosság változása | Lakosság változása | Lakosság változása | Lakosság változása | Lakosság változása | Lakosság változása | Lakosság változása | Lakosság változása | Lakosság változása | Lakosság változása | Lakosság változása | Lakosság változása | Lakosság változása | Lakosság változása | Lakosság változása |
| ------------------ | ------------------ | ------------------ | ------------------ | ------------------ | ------------------ | ------------------ | ------------------ | ------------------ | ------------------ | ------------------ | ------------------ | ------------------ | ------------------ | ------------------ | ------------------ |
| 1857               | 1869               | 1880               | 1890               | 1900               | 1910               | 1921               | 1931               | 1948               | 1953               | 1961               | 1971               | 1981               | 1991               | 2001               | 2011               |
| 242                | 284                | 272                | 326                | 350                | 433                | 365                | 412                | 452                | 447                | 409                | 354                | 308                | 281                | 248                | 223                |

## Nevezetességei
A falu régi, 1913-ban épített kápolnáját 1934-ben lebontották és anyagát az új Szent János kápolna építéséhez használták fel. A kápolna a falu közepén áll, 1996-ban teljesen megújították.
A környék a kirándulók és hegyi túrázók kedvelt terepe. A helybeliek büszkén árulják házi szlavón kolbászukat a kulent és a házi szilvapálinkát.

## Oktatás
Iskola 1954-től működik a településen, az épületet 2004-ben felújították.